# From Beyond
From Beyond är en amerikansk skräckfilm från 1986.

## Handling
Dr. Edward Pretorius utvecklar tillsammans med sin assistent Crawford Tillinghast en maskin som kallas "resonatorn". Den sänder frekvenser som stimulerar tallkottskörteln, vilket gör det möjligt för människan att se ett alternativt plan av verkligheten, där märkliga och okända varelser finns. Efter ett ödesdigert experiment med maskinen blir Pretorius uppäten av en märklig oformbar varelse, och Tillinghast arresteras för mordet på honom. Men när en ung psykolog vill ta reda på vad som egentligen hände, inser både hon och Tillinghast att Pretorius inte är död. Han har smält samman med monstret som slukade honom och har i den andra dimensionen förvandlats till en mordisk och blodtörstig varelse, som nu vill föra samman sin dimension med vår egen.

## Om filmen
Filmen är inspirerad av novellen med samma namn av H.P. Lovecraft. Stuart Gordon, som ligger bakom en mängd Lovecraft-inspirerade rysare, gjorde filmen tillsammans med sina två stjärnor från den framgångsrika Re-Animator.

## Rollista (urval)
- Jeffrey Combs - Dr. Crawford Tillinghast
- Barbra Crampton - Dr. Katherine McMichaels
- Ted Sorel - Dr. Edward Pretorius
- Ken Foree - Konstapel Buford "Bubba" Brownlee
- Carolyn Purdy-Gordon - Dr. Bloch
- Bruce McGuire - Detektiv Jordan Fields